# GPD 윈
GPD 윈(영어: GPD Win)은 키보드와 게이밍 컨트롤이 장착된 윈도우 기반 휴대용 컴퓨터이다. 풀 버전의 윈도우 10 홈을 구동하는 x86 기반 장치이다. 이 장치는 비디오 게임 콘솔 에뮬레이션 및 PC 게이밍을 염두에 두고 계획되었으나 장치의 기술적 사양이 허락하는 한 모든 x86 윈도우 기반 응용 프로그램을 실행할 수 있다. 2015년 10월 처음 발표된 이 제품은 인디고고와 2개의 다른 크라우드펀딩 사이트(일본, 중국)를 통해 크라우드 펀딩을 받았으며 2016년 10월 출시되었다.

## 역사
게임패드 디지털(GamePad Digital, GPD)은 중화인민공화국 선전시에 위치한 기술 회사이다. 다른 제품들 중 ARM 아키텍처에서 안드로이드를 구동하는 여러 휴대용 비디오 게임 콘솔을 개발해왔다. GPD XD를 예로 들 수 있다. GPD 윈은 휴대용 장치에 PC 게임을 플레이하기 위한 수단, PC 기반 비디오 게임 콘솔 에뮬레이터, 하이퍼바이저(예: VM웨어, 버추얼박스 클라이언트)로 계획되었다.

## 소프트웨어
GPD 윈은 윈도우 10 홈을 구동한다. GPD는 2014년 4월 마이크로소프트의 결정에 따라 윈도우는 화면 크기가 9인치보다 작은 모든 장치에 대해 무료라고 주장하였다. 그러나 후원자에게 배송되는 장치들에는 초기 부팅 및 장치 설정 시 입력할 윈도우 10 입력키가 부여된다. 대부분의 윈도우 스마트폰과 달리 윈은 PC 노트북과 데스크톱 상에서 구동할 수 있는 모든 x86 윈도우 응용 프로그램을 실행할 수 있다.

## 기술적, 물리적 사양
GPD 윈은 67 표준 키와 10개의 확장 기능키가 포함된 풀 쿼티 자판이 있다. 게이밍을 위한 컨트롤러는 오픈판도라, DragonBox Pyra 스타일 키보드와 컨트롤러 레이아웃과 비슷한 스타일을 갖추고 있다: D패드 1개, 아날로그 스틱 2개, 페이스 버튼 4개, 숄더 버튼(각 숄더 당 2개) 4개.
| 분류        | 사양                                                                                  |                                                                                       |
| ----------- | ------------------------------------------------------------------------------------- | ------------------------------------------------------------------------------------- |
| 크기        | 15.5 cm x 9.7 cm x 2.2 cm                                                             | 15.5 cm x 9.7 cm x 2.2 cm                                                             |
| CPU         | 64-bit x86 Intel Atom x7 Z8750 (1.60 GHz/2.56 GHz 최대)                               | 64-bit x86 Intel Atom x7 Z8750 (1.60 GHz/2.56 GHz 최대)                               |
| 그래픽스    | Intel HD 405 Graphics (200 MHz/600 MHz 최대)                                          | Intel HD 405 Graphics (200 MHz/600 MHz 최대)                                          |
| 메모리      | 4GB LPDDR3 RAM                                                                        | 4GB LPDDR3 RAM                                                                        |
| 스토리지    | 64GB eMMC 스토리지 MicroSD 이동식 스토리지 (128GB 최대, 비공식적으로 최대 256GB 지원) | 64GB eMMC 스토리지 MicroSD 이동식 스토리지 (128GB 최대, 비공식적으로 최대 256GB 지원) |
| 화면        | 5.5인치, 720p, H-IPS 다차원 터치 스크린, 16:9 비율                                    | 5.5인치, 720p, H-IPS 다차원 터치 스크린, 16:9 비율                                    |
| 오디오      | 스피커, 헤드폰 잭, 리얼텍 ALC5645 오디오 드라이버                                     | 스피커, 헤드폰 잭, 리얼텍 ALC5645 오디오 드라이버                                     |
| 키보드      | 67-버튼, 4열 QWERTY 자판                                                              | 67-버튼, 4열 QWERTY 자판                                                              |
| 게임 컨트롤 | 십자 패드, 4 페이스 버튼, 4 숄더 버튼, 2 아날로그 스틱                                | 십자 패드, 4 페이스 버튼, 4 숄더 버튼, 2 아날로그 스틱                                |
| 슬롯        | 싱글 microSD 슬롯                                                                     | 싱글 microSD 슬롯                                                                     |
| 포트        | Micro-USB 3.0 타입 C USB 3.0 타입 A C 타입 미니 HDMI                                  | Micro-USB 3.0 타입 C USB 3.0 타입 A C 타입 미니 HDMI                                  |
| 배터리      | 6900mAh 용량 (사용자에 의한 치환 불가)                                                | 6900mAh 용량 (사용자에 의한 치환 불가)                                                |
| 연결        | Wi-Fi 802.11a/b/g/n/ac (2.4 & 5 GHz), 블루투스 4.0                                    | Wi-Fi 802.11a/b/g/n/ac (2.4 & 5 GHz), 블루투스 4.0                                    |
| 소프트웨어  | 윈도우 10 홈 GNU/리눅스 (비공식 지원)                                                 | 윈도우 10 홈 GNU/리눅스 (비공식 지원)                                                 |

## GPD 윈 2
게임패드 디지털은 2017년 초에 GPD 윈 2를 발표하였다.

## 같이 보기
- Dragonbox Pyra
- GPD XD
- PC 게임
- 휴대용 게임기